# Lonquimay (kommun)
Lonquimay är en kommun i Chile.   Den ligger i provinsen Provincia de Malleco och regionen Región de la Araucanía, i den södra delen av landet, 600 km söder om huvudstaden Santiago de Chile.
Omgivningarna runt Lonquimay är i huvudsak ett öppet busklandskap. Runt Lonquimay är det mycket glesbefolkat, med 3 invånare per kvadratkilometer.